# Ranja Christian
Ranja Christian (ur. 18 grudnia 1977) – piłkarz z Antigui i Barbudy występujący na pozycji obrońcy, obecnie zawodnik Antigua Barracuda.

## Kariera klubowa
Christian swoją karierę piłkarską rozpoczynał w wieku 23 lat jako zawodnik trynidadzkiego zespołu Joe Public FC, w którym spędził rok, po czym powrócił do ojczyzny, podpisując umowę z drużyną Bassa SC z siedzibą w mieście All Saints. Jej barwy reprezentował przez kolejne dziewięć lat, pomagając jej w dużej mierze zdominować krajowe rozgrywki. Pierwsze mistrzostwo Antigui i Barbudy wywalczył w sezonie 2003/2004 i sukces ten powtórzył rok później, podczas sezonu 2004/2005. Trzeci tytuł mistrzowski zdobył w rozgrywkach 2006/2007, zostając wówczas królem strzelców Antigua i Barbuda Premier Division z piętnastoma golami na koncie. Czwarte i piąte mistrzostwo osiągnął odpowiednio w sezonach 2007/2008 i 2009/2010. Dwukrotnie triumfował również w krajowym pucharze.
W 2011 roku Christian został zawodnikiem Antigua Barracuda FC, występującego w trzeciej lidze amerykańskiej – USL Pro. Zadebiutował w nim 27 kwietnia w wygranym 7:0 meczu z Puerto Rico United i w tym samym spotkaniu zdobył premierową bramkę dla nowego klubu.

## Kariera reprezentacyjna
W seniorskiej reprezentacji Antigui i Barbudy Christian zadebiutował 23 kwietnia 2000 w zremisowanym 1:1 spotkaniu z Bermudami w ramach eliminacji do Mistrzostw Świata 2002, na które jego drużyna ostatecznie nie zakwalifikowała się. Brał także udział w dwóch meczach eliminacji do Mistrzostw Świata 2006 i jednym eliminacji do Mistrzostw Świata 2010, jednak Antigua i Barbuda ponownie nie zdołała się dostać na mundial. Pierwszego gola w kadrze narodowej strzelił 30 sierpnia 2008 w zremisowanej 1:1 konfrontacji z Kajmanami, wchodzącej w skład Pucharu Karaibów. Wystąpił w eliminacjach do Mistrzostw Świata 2014, na które jego reprezentacja ponownie się nie zakwalifikowała, natomiast on sam zdobył bramkę w pojedynku z Wyspami Dziewiczymi Stanów Zjednoczonych (8:1).